# 花神站
花神站是布拉格地铁A线的一座车站，此站得名于附近的花神中庭商务中心（Atrium Flora）。花神站共有三个出入口，其的总长度是108米，深度只有25.4米，是整个路线上最短的一个站点。该站内使用金色和酒红色铝制装饰材料，以及装饰性的灰色石头来作为装饰。该站建于20世纪70年代，共花费2.54亿捷克克朗。